# Heinrich Schneidewein
Heinrich Schneidewein (* um 1510 in Stolberg (Harz); † 7. Mai 1580 in Jena) war ein deutscher Jurist, Juraprofessor, Rektor der Universität Jena sowie sachsen-weimarischer Kanzler in Weimar  und schwarzburgisch-sondershäusischer Kanzler in Arnstadt.

## Leben
Heinrich Schneidewein soll als Sohn des gräflich stolbergischen Rates und vormaligen Rentmeisters Heinrich Schneidewein (auch Heinrich Schneidewin und Heinrich Snydewint, * um 1457 in Wiehe; † 1530 in Stolberg), der ein vertrauter Freund Martin Luthers war, und seiner Frau Ursula Schweinfurt (1485–1549) in Stolberg geboren worden sein. Primärquellen dafür gibt es nicht. Seine Aussage von 1544, dass es nicht im Stolbergischen geboren oder erzogen worden und für die Grafen zu Stolberg ein fremder Mann sei, spricht dafür, dass sein Geburtsort nicht Stolberg war, wie dies bereits in Zedlers Universal-Lexikon angegeben ist.
Belegt ist, dass er sich 1525 an der Universität Wittenberg immatrikulierte. Er fand, wie auch später sein jüngerer Bruder Johann Schneidewein, der spätere weitbekannte Juraprofessor und Rektor der Universität Wittenberg, Aufnahme im Hause Martin Luthers, der ihn wie einen Sohn förderte. Anschließend machte er eine Bildungsreise nach Italien und promovierte sich 1527 als Jurist in Pavia zum Doktor beider Rechte. Auf Empfehlung von Luther und Melanchthon wurde Schneidewein 1538 als consiliarius an den Hof von Kurfürst Johann Friedrich in Torgau berufen und später zum Hofrat ernannt. Dann wurde er einer der ersten Juraprofessoren der Juristischen Fakultät der neugegründeten Universität Jena. 1569 ging er als Kanzler nach Arnstadt in schwarzburgische Dienste, wurde aber 1573 wieder in sächsische Dienste als Kanzler nach Weimar berufen.
Heinrich Schneidewind starb auf einer Reise nach Jena. Er wurde in der Barfüßerkirche in Arnstadt neben seiner Frau begraben.
Ein mit seinem Namen beschriftetes Bild hängt bis heute in der Aula der Universität Jena, könnte aber auch seinen Bruder Johann zeigen.
Dieser wurde in den persönlichen Adelstand erhoben.
Zwei Nachkommen seines Bruders Johann wurden später in den erblichen Adelsstand erhoben: Benjamin Schneidewin, Herr auf dem Rittergut Rottleben, wurde am 5. März 1716 vom Kaiser bzw. am 5. Mai 1716 durch den Fürsten Ludwig Friedrich I. von Schwarzburg-Rudolstadt in seiner Funktion als Kaiserlicher Hofpfalzgraf in den erblichen Adelsstand erhoben. Am 21. August 1909 und am 16. April 1910 wurde Gustav Schneidewind, Fürstlich schwarzburgischer Oberforstmeister und königlich preußischer Regierungs- und Forstrat a. D. der Adel bestätigt und erneuert.
Sie waren begütert in der Goldenen Aue u. a. in Auleben, Heringen und Rottleben. Eine weibliche Nachfahrin des Johann Schneidewind, Ferdinande Schneidewind, ehelichte Wilhelm von Schlotheim auf Uthleben und Auleben. Auch dessen Sohn Thilo Freiherr von Schlotheim auf Uthleben, vormals auch auf Auleben, ehelichte mit Marie Schneidewind eine direkte Nachfahrin des Wittenberger Juraprofessors Johann Schneidewind.